# Bříza pýřitá
Bříza pýřitá (Betula pubescens) je listnatá dřevina z čeledi břízovitých. Původní a rozšířený druh v celé severní Evropě, na Islandu, v severní Asii. Vyskytuje se také v České republice a na Slovensku.

## Popis
Bříza pýřitá je opadavý strom, 10 až 20 metrů vysoký. Má hladkou, matně šedobílou kůru, kterou doplňují jemné lenticely. Listy jsou vejčité a špičaté a dorůstají až 5 centimetrů na výšku a 4,5 centimetru na šířku. Mají jemně zoubkovaný okraj. Samčí jehnědy jsou převislé, 1 až 4 centimetry dlouhé. Nažky jsou asi 2 mm velké se dvěma malými křidélky po stranách.
Bříza pýřitá má několik poddruhů, například břízu pýřitou svalcovou (Betula pubescens subsp. tortuosa). Vyšlechtěny byly dva kultivary. Jsou to Betula pubescens 'Pendula' a Betula pubescens 'Pendula nana'.

## Užití
Ve Švédsku a dalších severských zemích se kůra bříz využívala pro výrobu chleba místo mouky. Odstraňování kůry bylo jednu dobu tak rozšířené, že dokonce i Carl Linné vyjádřil obavu o přežití lesů. Na Islandu lidé z břízy vyrábějí také sladký likér.

## Galerie

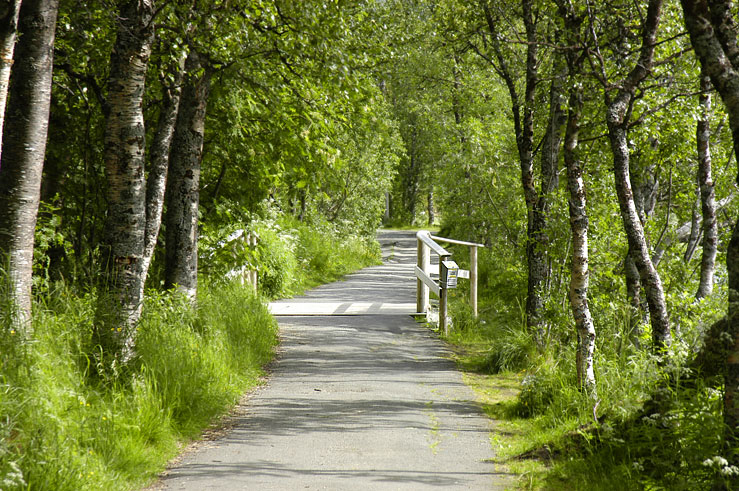
Břízy pýřité poblíž jezera Prestvannet v Tromsø
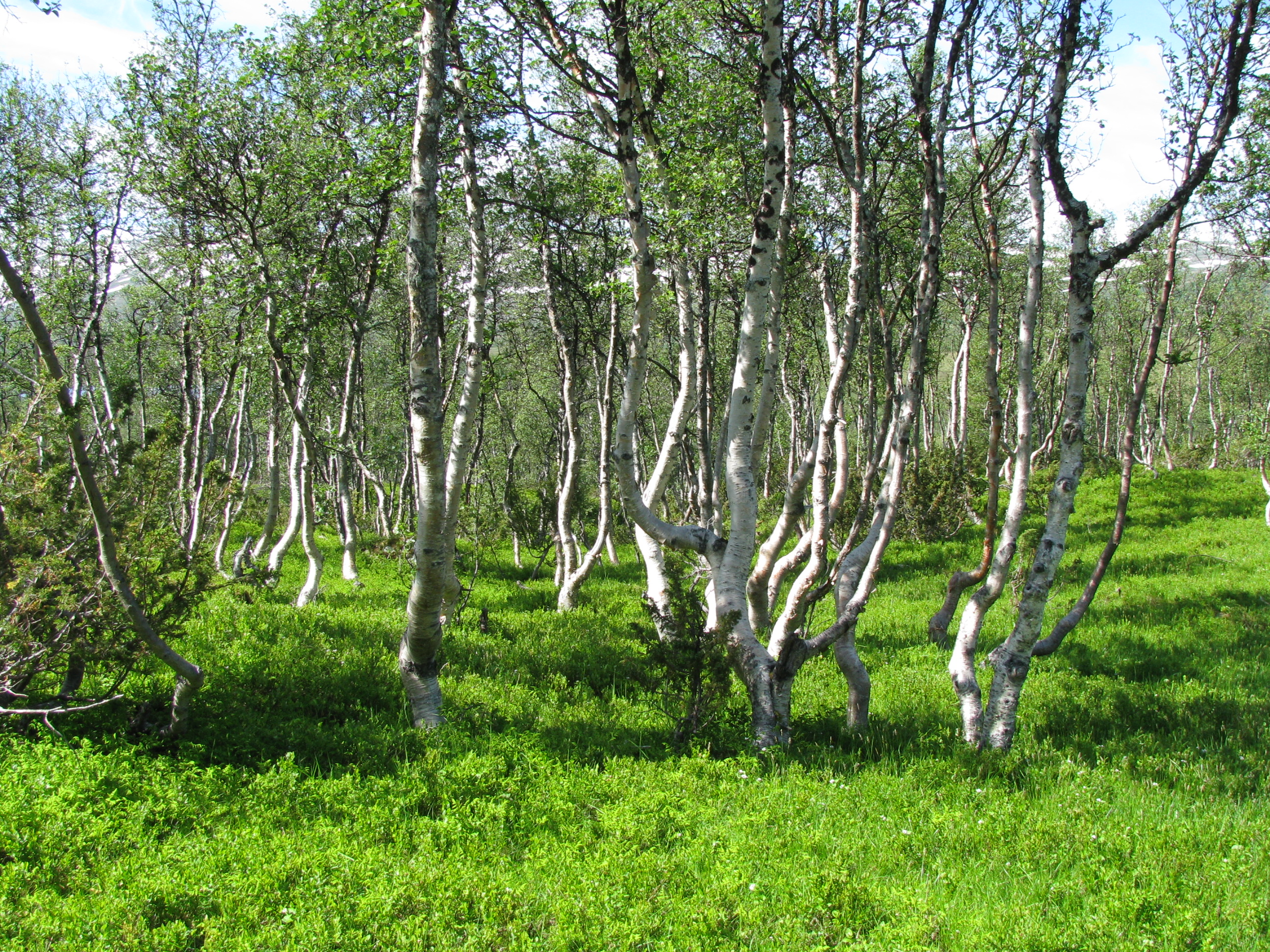
Jeden z poddruhů břízy pýřité
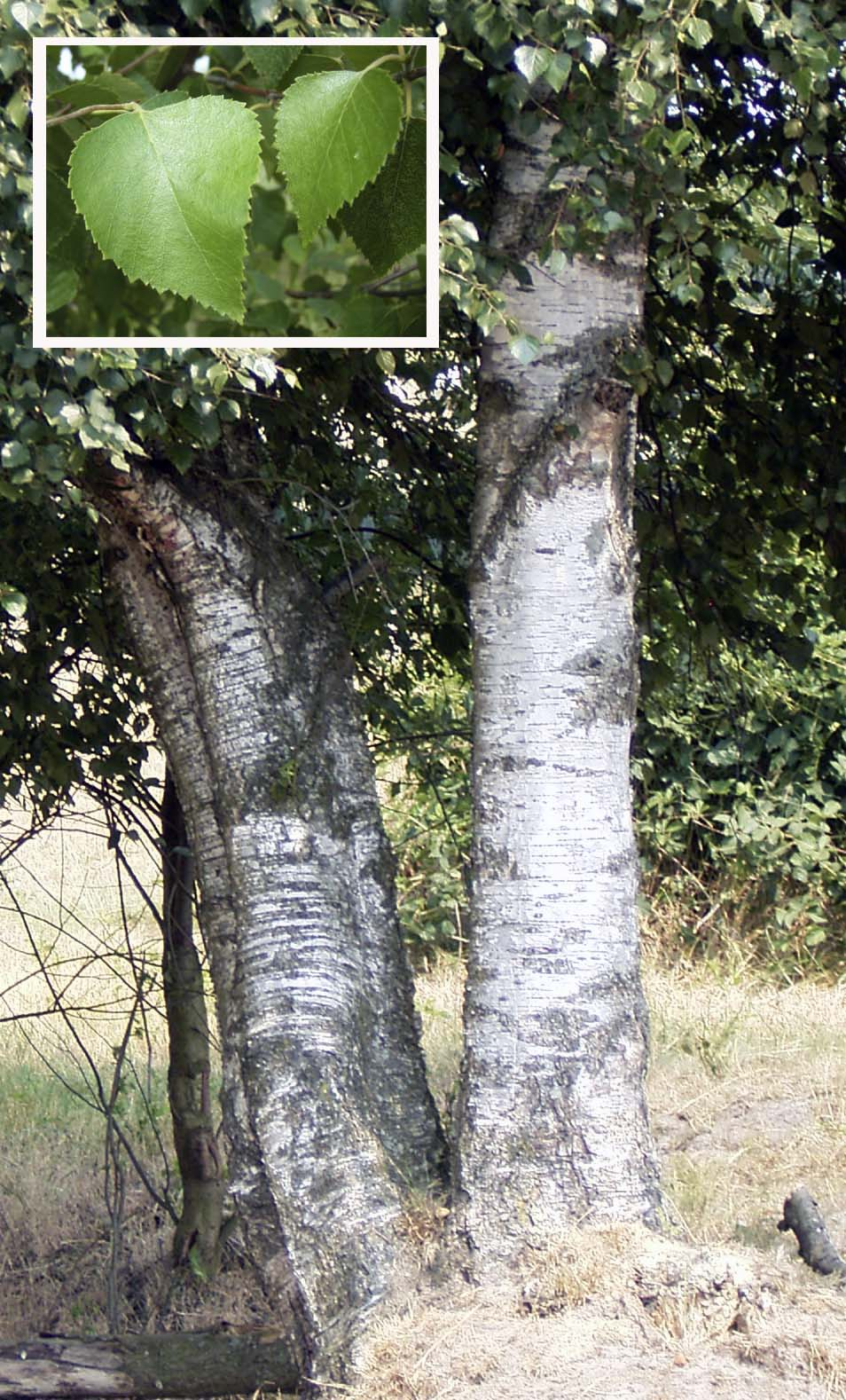
Bříza pýřitá s detailem na listy
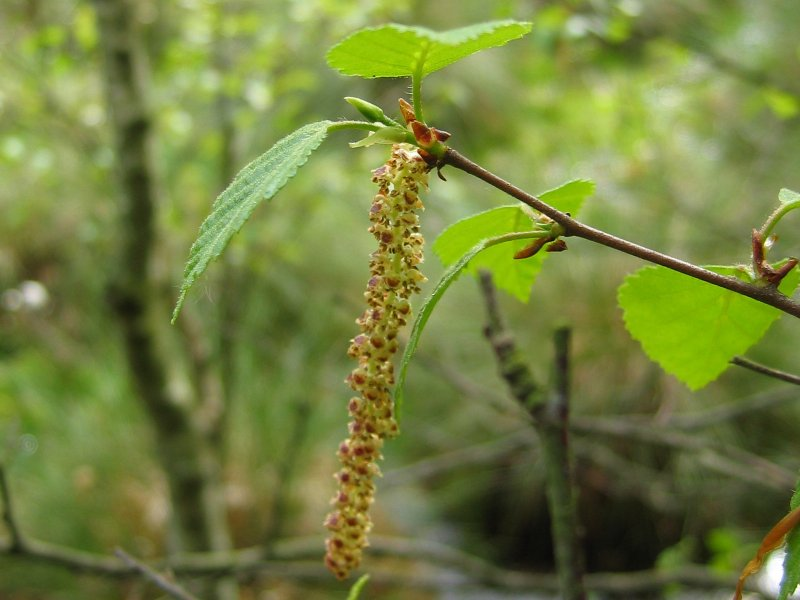
Jehnědy jednoho z poddruhů břízy pýřité